# Marge – postrach okolí
Marge – postrach okolí (v anglickém originále Marge the Meanie) je 20. díl 33. řady (celkem 726.) amerického animovaného seriálu Simpsonovi. Scénář napsala Megan Amramová a díl režíroval Timothy Bailey. V USA měl premiéru dne 8. května 2022 na stanici Fox Broadcasting Company a v Česku byl poprvé vysílán 27. června 2022 na stanici Prima Cool.
Epizoda je věnována památce Iana Wilcoxe, animátora a spolupracovníka seriálu, který zemřel 8 dní před jejím odvysíláním.

## Děj
Rodina Simpsonových se účastní zápasu v šoupané pro důchodce. Během zápasu se Marge setkává s ředitelkou Yorkovou, která ji nazývá „Marge – postrach okolí“.
Když Bart zjistí, že jeho matka byla ve škole zlobivá, je konečně šťastný, že má rodiče, na kterého může být hrdý. Marge vzpomíná, že přechod na novou školu pro ni byl obtížný kvůli šikaně. Marge během oběda ředitelku ztrapnila a ostatní ji pak začali uznávat. Bart najde v matce novou kamarádku a obejme ji.
Komiksák uráží své zákazníky. Marge na popud Barta dá Komiksákovi lekci. Marge a Bart pokračují v rošťačení i nadále, kde si rodina musí uvědomit, kolik problémů si Bart od Marge odnesl.
Jelikož to vypadá, že je Bart zlobivý po své matce, začne Homer uvažovat, co po něm některé z jeho dětí zdědilo, jestli vůbec něco. Rozhodne se zjistit, co po něm podědila Líza. Homer zjistí, že oba sdílejí lásku k jídlu, a snaží se vyhovět dceřiným vegetariánským chutím, které ve skutečnosti nesnáší.
V obchodě Marge a Bart ztrapní Helenu Lovejoyovou, která naráží na to, že si Simpsonovi nemohou dovolit dražší zboží. Večer se Marge svěřuje Homerovi, že ve skutečnosti se po provádění záškodnictví s Bartem začíná nenávidět. Nemůže však přestat, protože ji to se synem sbližuje.
Druhý den jde Marge se synem do supermarketu, obchod je však uzavřen, protože pan Burns nesnáší, když vedle něj nakupují chudí lidé. Marge s Bartem se mu za to pomstí žertíkem, který však přeženou. Burns jej přežije, ale Marge je nucena navštívit terapeuta. Povzbudí Marge, aby vyhledala ředitelku Yorkovou a usmířila se s ní, načež ji chuť na kanadské žertíky přejde.
Mezitím, když Líza vaří, Homer zjistí, že vegetariánská strava je mu odporná a že nemá se svou dcerou nic společného. Po ochutnání jídla však zjistí, že mají něco společného – alergie. Líza zároveň zdůrazňuje, že po něm zdědila to nejdůležitější – dobré srdce.
Marge se snaží více rošťáren Bartovi rozmluvit, ale ten ji přemluví k další. Marge si z ředitelky s pomocí Barta vystřelí. Když se objeví Bart, Yorková dostane infarkt. Přivolají sanitku a Bart se modlí, aby to ředitelka přežila. Ukáže se však, že si z něj Marge a Yorková vystřelily, aby mu daly lekci.
V závěrečné scéně, kdy Marge ukládá Barta do postele a řekne mu, že s žertíky je konec, Bart na záda Marge přilepí cedulku „Konec“ a Marge na Barta: „Tohle nikdy neskončí.“
Na začátku závěrečných titulků Marge píše omluvné dopisy všem, kterým během žertíků ublížila. Poté se zrychleně a pozpátku zobrazí úvodní znělka seriálu.

## Kulturní odkazy
Marge se ve svých myšlenkách setkává se Supermanem, Uber Hombrem a Červeným bedrníkem.
Žert provedený Heleně Lovejoyové, kdy Brandine u pokladny čte názvy zboží bez čárového kódu, je odkazem na film Pecker z roku 1998.

## Přijetí

### Sledovanost
Ve Spojených státech díl během premiéry sledovalo 0,85 milionu diváků.

### Kritika
Tony Sokol z Den of Geek ohodnotil epizodu 4,5 hvězdičkami z 5 s komentářem: „Marge – postrach okolí je něco, co můžete přinést domů matce, a přesto se cítit provinile, s bohatou zásobou jednovětých hlášek. Závěrečné Marginy omluvy celé fiasko dokonale dotáhnou do konce. Jemný výsměch falešným omluvám díky ní vyznívá velmi pravdivě.“
Marcus Gibson z webu Bubbleblabber udělil dílu 7 bodů z 10 a napsal: „Celkově lze říci, že Simpsonovi v dílu Marge – postrach okolí oslavují Den matek spoustou vtípků a šálkem smíchu. Výsledkem je příjemně zábavná rošťárna, která způsobí více smíchu než škody, přičemž vrcholem je gaučový gag Mount Rushmore a narážka na dlouho očekávané pokračování Avatara Jamese Camerona. Příběh o žertování sice není úplně nový, ale kompenzuje to milým vyobrazením nečekaného sblížení Barta s Marge díky jejich společnému zájmu. Dokonce bych řekl, že je to vhodný dárek ke Dni matek pro maminky, které si dlouholetý seriál stále užívají.“